# The Disaster Artist (książka)
The Disaster Artist. Moje życie na planie The Room, najlepszego złego filmu na świecie (tytuł oryginalny: The Disaster Artist: My Life Inside The Room, the Greatest Bad Movie Ever Made) – książka amerykańskiego aktora i autora Grega Sestero, napisana wspólnie z Tomem Bissellem i wydana w 2013 w Stanach Zjednoczonych. Jest ona szczegółowym opisem procesu produkcji i wydania niezależnego filmu The Room, a także relacji Grega Sestero z reżyserem tego filmu, Tommym Wiseau. W grudniu 2017 na podstawie książki powstał film pod tym samym tytułem z Jamesem Franco i Dave’em Franco w rolach głównych. W lipcu 2018 roku Zysk i S-ka wydało polskie tłumaczenie książki.